# Erdbeben in Sichuan 2008
Das Erdbeben in Sichuan (chinesisch 汶川大地震, Pinyin Wènchuān dà dìzhèn – „Großes Erdbeben von Wenchuan“) war ein schweres Erdbeben, das sich am 12. Mai 2008 um 06:28:01 UTC (14:28:01 Uhr Ortszeit) in der chinesischen Provinz Sichuan und daran angrenzenden Gebieten ereignete. Es forderte fast 70.000 Opfer und beschädigte mehr als fünf Millionen Gebäude. 5,8 Millionen Menschen wurden obdachlos.

## Tektonische Situation in der Region
Das Erdbeben ereignete sich infolge einer Bewegung an der Longmenshan-Verwerfungszone am nordwestlichen Rand des Sichuan-Beckens. Sowohl die geographische Lage des Epizentrums als auch der Herdmechanismus stimmen mit einem Spannungsbruch entlang dieser Störungszone gut überein. Die Auswertungen deuten auf eine Bewegung auf der Beichuan-Störung hin, einem südöstlichen Element der Longmenshan-Verwerfungszone.
Die seismische Aktivität in Mittel- und Ostasien ist durch die konvergente Plattenbewegung bedingt. Das Erdbeben spiegelte dabei die tektonische Spannungssituation wider, die aus der Bewegung der indischen Platte gegen die eurasische Platte resultiert. Die indische Platte schiebt sich jährlich etwa um 50 mm nach Norden. Diese Bewegung wird durch die Hebung des tibetischen Hochlandes und die Bewegung von Teilen der Erdkruste in dieser Zone in östlicher Richtung aufgefangen. Dabei wird Krustenmaterial des hochgelegenen westlichen Tibet-Plateaus langsam gegen die feste Kruste unterhalb des Sichuan-Beckens und des südöstlichen China gedrückt. Durch diesen Druck sind Überschiebungszonen wie die Longmenshan-Zone entstanden, an der das nach Osten ausweichende Material über den Westrand des Sichuan-Beckens geschoben wird.
Die betroffene Gegend wurde schon früher von destruktiven Erdbeben getroffen. Ein Erdbeben am 12. September 1850 mit der Magnitude 7,5 forderte 20.000 Opfer, und ein Beben am 25. August 1933 mit einer Magnitude von 7,5 tötete mehr als 9.300 Menschen.
In Fachkreisen erörtert wurde ein Zusammenhang mit der Füllung der Zipingpu-Talsperre, unter der das Hypozentrum des Bebens lokalisiert wurde.
| Zeit (UTC)                              | Koordinaten                 | Tiefe    | Magnitude | Lagekarte |
| --------------------------------------- | --------------------------- | -------- | --------- | --------- |
| 1917-07-30, 23:54                       | 28° 0′ 0″ N, 104° 0′ 0″ O   | 00–      | 7,3       |           |
| 1923-03-24, 12:40                       | 30° 33′ 0″ N, 101° 15′ 0″ O | 025 km   | 7,2       |           |
| 1933-08-25, 07:50                       | 31° 49′ 0″ N, 103° 32′ 0″ O | 025 km   | 7,3       |           |
| 1947-03-17, 08:19                       | 33° 0′ 0″ N, 99° 30′ 0″ O   | 00–      | 7,5       |           |
| 1948-05-25, 07:11                       | 29° 30′ 0″ N, 100° 30′ 0″ O | 00–      | 7,2       |           |
| 1950-08-15, 14:09                       | 28° 30′ 0″ N, 96° 30′ 0″ O  | 00–      | 8,6       |           |
| 1955-04-14, 01:29                       | 29° 59′ 0″ N, 101° 37′ 0″ O | 010 km   | 7,5       |           |
| 1967-08-30, 04:22                       | 31° 38′ 0″ N, 100° 14′ 0″ O | 008,1 km | 7,0       |           |
| 1973-02-06, 10:37                       | 31° 22′ 0″ N, 100° 30′ 0″ O | 006,6 km | 7,4       |           |
| 2008-05-12, 06:28                       | 31° 1′ 0″ N, 103° 22′ 0″ O  | 019 km   | 7,9       |           |
| Quelle: United States Geological Survey |                             |          |           |           |

## Das Beben
Das Beben ereignete sich am 12. Mai 2008 um 06:28:01 UTC (14:28:01 Uhr Ortszeit). Sein mittleres Zentrum (geographische Koordinaten: 31° 1′ N, 103° 22′ O) befand sich knapp außerhalb des Sichuan-Beckens in der Großgemeinde Yingxiu (映秀镇) im Kreis Wenchuan des Autonomen Bezirks Ngawa, etwa 75 Kilometer nordwestlich der Millionenstadt Chengdu. Das Zentrum des Bebens lag in etwa 19 Kilometer Tiefe, es war damit ein Beben in geringer Tiefe, wodurch tendenziell große Schäden verursacht werden. Das Beben erreichte nach den Angaben des United States Geological Survey eine Magnitude der Stärke 7,9 Mw.
Betroffen waren die Provinzen Sichuan, Gansu und Shaanxi, sowie die regierungsunmittelbare Stadt Chongqing. Das involvierte Gebiet umfasste mehr als 440.000 km² mit einer Bevölkerung von 45,61 Millionen Menschen. Die Auswirkungen des Erdbebens waren selbst im 1.550 Kilometer entfernten Peking, in Shanghai, Hanoi und Bangkok zu spüren.
Nach dem Hauptbeben gab es eine Reihe von Nachbeben, von denen viele eine Magnitude größer als 4,5 aufwiesen.

## Opfer
Die meisten Todesopfer wurden aus den Gebieten der Städte Mianyang, Deyang, Chengdu und Guangyuan gemeldet. Nach offiziellen Angaben (Stand: 25. September 2008) wurden durch das Erdbeben 69.227 Menschen getötet. 17.923 weitere wurden zu dieser Zeit noch vermisst. 374.643 Menschen wurden verletzt. 5,8 Millionen Menschen wurden obdachlos.

## Schäden
Durch das Erdbeben stürzten komplette Dörfer und Stadtteile ein, ganze Straßenzüge, Fabriken und Schulen brachen in sich zusammen. Es wurden mehr als fünf Millionen Gebäude beschädigt.
Insbesondere am Min-Fluss geriet die Stabilität etlicher Staudämme in Gefahr. Am Kuzhu-Damm wurden Risse festgestellt, und am Zipingpu-Damm wurde zur Druckverminderung der Wasserspiegel gesenkt. Der Drei-Schluchten-Damm wurde laut offiziellen Pressemeldungen durch die Erschütterungen nicht beschädigt. Da sich in dem betroffenen Gebiet eine Vielzahl von Staudämmen befindet, ordneten die Behörden eine Überprüfung der Bauwerke an.
Ein Eisenbahntunnel der Bahnlinie von Baoji nach Chengdu stürzte teilweise ein. Ein gerade hindurchfahrender Güterzug mit 27 Güterwaggons und 12 Tankwagen entgleiste. Ein Feuer brach aus und der Zug brannte aus.

## Weitere Auswirkungen
Das Erdbeben löste viele Erdrutsche und Steinschläge aus, wodurch Straßenverbindungen in der betroffenen Region blockiert wurden. Dadurch wurden die Evakuierung von Verletzten und der Zugang der Rettungsmannschaften und Hilfslieferungen erschwert.
An mehreren Stellen bewirkten diese Erdrutsche den Rückstau von Flüssen, weil das jeweilige Flussbett durch die Erdmassen blockiert wurde. Durch das steigende Wasser entstanden neue Bedrohungen, so durch das Ansteigen des Wasserstands über die Höhe der Blockade oder aber den wachsenden Druck auf die Blockade. Derartige Gefahrenstellen entstanden etwa am Jian Jiang oberhalb von Beichuan, wo deswegen die Überlebenden des Erdbebens und die Rettungsmannschaften höher gelegene Gebiete aufsuchten. Das Bersten einer solchen Blockade hatte bei dem letzten folgenschweren Erdbeben in Sichuan 1933 zum Ertrinken von über zweitausend Personen geführt. Nach Schätzungen der Behörden betraf die Gefährdung solcher Überflutungen zeitweise 750.000 Einwohner der Region. Einheiten der chinesischen Armee bereiteten deswegen die Sprengung solcher Barrieren vor, um den Abfluss des aufgestauten Wassers zu ermöglichen.
Da viele der Opfer in den Trümmern verschüttet wurden und die Bergung der Leichen nur langsam vonstattenging, stieg die Gefahr des Ausbruchs von Seuchen stark an.

## Hilfen
Der chinesische Multimillionär Chen Guangbiao verbrachte 54 Tage in der Erdbebenzone, half vor Ort mit und spendete über 100 Millionen Yuan (15 Millionen US-$).

## Rezeption
Der chinesische Künstler Ai Weiwei recherchierte zu tausenden umgekommenen Schulkindern, die in eingestürzten Schulen zu Tode kamen und geriet damit in Konflikt mit den chinesischen Behörden. Er schuf zu dem Thema die großformatige Installation Straight.